# 궁샹루이
궁샹루이(중국어 간체자: 龚祥瑞, 정체자: 龔祥瑞, 1911년 7월 3일 ~ 1996년 9월 3일)는 중국의 법학자이다. 

## 생애
1911년 저장성 닝보시에서 태어났다. 1929년 후장 대학 생물학과에 들어간 뒤 1931년 칭화 대학 법학원에 편입하여 첸돤성, 장시뤄, 샤오궁취안 등에게서 사사하고 1933년에 졸업하였다. 그 후에 1938년 영국 런던 대학교에서 정치학 석사 학위를 받았고 1939년에 프랑스 파리 대학교에서 비교법 박사 과정을 수학하였다.
귀국 후 윈난성 쿤밍시에 자리했던 국립 서남 연합 대학 법학원, 충칭 국립 중앙 대학 법학원 등에서 강의했다. 중화인민공화국 수립 이후에도 법학원 자리에 남은 그는 1954년 이후부터, 그리고 덩샤오핑이 개혁 개방 정책을 실시한 후에 베이징 대학 법률학과, 베이징 대학 법학원에서 재직하면서 헌법, 비교법 등을 강의했다. 중화인민공화국의 총리를 역임한 리커창이 그의 제자 가운데 하나이다.